# Jale Arıkan
Jale Arıkan (Estambul, 22 de agosto de 1965) es una actriz de cine y televisión turca. En la edición número 35 del Festival Internacional de Cine de Moscú en 2013, ganó el premio Silver George a la mejor actriz por su papel en la película Particle (2012), la cual ganó el premio Golden George.

## Carrera
Arıkan nació en Estambul, Turquía, y años más tarde se mudó a Alemania, donde inició su carrera como actriz, mostrando una preferencia por los géneros de suspenso y drama. Apareció en una gran cantidad de series de televisión alemanas, incluyendo a Ein Fall für zwei (1987–1992), Rivalen der Rennbahn (1989), Hotel Paradies (1990), Tatort (1990–2012), Praxis Bülowbogen (1992), Wolffs Revier (1992), Der Fahnder (1994), Schwarz greift ein (1995), Abschnitt 40 (2003), Leipzig Homicide (2009), Stolberg (2009), Dahoam is Dahoam (2009–2010), Küstenwache (2011) y Der Lehrer (2015).
Interpretó el papel de Nadenka en la película luxemburguesa de 2005 Your Name is Justine del director venezolano Franco de Peña, nominada en la categoría de mejor película de habla no inglesa en la edición número 79 de los Premios de la Academia.

## Filmografía

### Cine
| Año  | Título                       | Papel              | Notas        |
| ---- | ---------------------------- | ------------------ | ------------ |
| 1989 | Vatanyolu – Die Heimreise    | Selvi              |              |
| 1989 | The Storyteller              | Ivy                |              |
| 1990 | Sleepy Betrayers             | Miriam             |              |
| 1990 | Eine Liebe in Istanbul       | Nursim             |              |
| 1991 | The Nude                     |                    |              |
| 1992 | Der Schattenboxer            | Leyla              |              |
| 1992 | Misunderstanding of the Moon |                    |              |
| 1993 | Tersine Dünya'               |                    |              |
| 1995 | Pack mich                    | Leonie             | Cortometraje |
| 1995 | Nachtbus                     |                    | Cortometraje |
| 1995 | Grenzgänger                  |                    | Cortometraje |
| 1998 | Avcı                         | Zala               |              |
| 2002 | Nothing Less Than the Best   | Lili               |              |
| 2004 | Sie wird ...                 |                    | Cortometraje |
| 2004 | Soundless                    | Amiga de los rusos |              |
| 2004 | Hinter der Türr              | Sabiya Çetin       | Cortometraje |
| 2005 | Your Name is Justine         | Nadenka            |              |
| 2006 | Zucker im Blut'              | Bailarina          | Cortometraje |
| 2007 | Porno!Melo!Drama!            |                    |              |
| 2008 | 1. Mai                       | Madre de Yavuz     |              |
| 2008 | Evet, ich will!              |                    |              |
| 2012 | Zenne Dancer                 | Şükran             |              |
| 2012 | Particle                     | Zeynep             |              |
| 2016 | Mrs Nebile's Wormhole        | Sra. Nebile        | Cortometraje |

### Televisión
| Año       | Título                                          | Papel                    | Notas      |
| --------- | ----------------------------------------------- | ------------------------ | ---------- |
| 1987–1992 | Ein Fall für zwei                               | Ilse                     |            |
| 1989      | Rivalen der Rennbahn                            |                          |            |
| 1990      | Hotel Paradies                                  | Isabel                   |            |
| 1990–2012 | Tatort                                          | Uschi Petzold/Sabine     |            |
| 1992      | Praxis Bülowbogen                               |                          |            |
| 1992      | Business with Friends                           | Mujer turca              | Telefilme  |
| 1992      | Wolffs Revier                                   | Katja                    |            |
| 1993      | Glückliche Reise                                | Rosa Saebra              |            |
| 1993      | Maus und Katz                                   | Ana                      | Telefilme  |
| 1994      | Nacht der Frauen                                | Hülya                    | Miniserie  |
| 1994      | Der Fahnder                                     |                          |            |
| 1995      | Schwarz greift ein                              |                          |            |
| 1995      | Die Partner                                     |                          |            |
| 1995      | Tot auf Halde                                   | Christina                | Telefilme  |
| 1996      | Landgang für Ring                               |                          | Telefilme  |
| 1996      | Max Wolkenstein                                 | Farah                    |            |
| 1996      | Samson and Delilah                              | Naomi                    | Telefilme  |
| 1998      | Ein Engel schlägt zurück                        |                          | Telefilme  |
| 2000      | Schimanski muss leiden                          | Nadiye                   | Telefilme  |
| 2002      | Einmal Star in Hollywood                        | Ella misma               | Documental |
| 2003      | Abschnitt 40                                    | Doctora Winzer           |            |
| 2005      | 3 Wild Angels                                   | Doctora Ariane Foster    |            |
| 2006      | Der beste Lehrer der Welt                       |                          | Telefilme  |
| 2007      | Ein starkes Team                                |                          |            |
| 2008      | Augenzeugin                                     | Ira                      | Telefilme  |
| 2009      | Leipzig Homicide                                | Yasemin Scröter          |            |
| 2009      | Stolberg                                        | Monika Strecker          |            |
| 2009–2010 | Dahoam is Dahoam                                | Yıldız Kesoğlu           |            |
| 2010      | Der Kriminalist                                 | Ayşe Şahin               |            |
| 2011      | Küstenwache                                     | Doctora Marlies Tenhagen |            |
| 2012      | Veda                                            | Behice                   |            |
| 2013      | The Dad Test                                    | Simay                    | Telefilme  |
| 2014      | Her Sevda Bir Veda                              | Selma                    |            |
| 2014–2015 | Kiraz Mevsimi                                   | Monika Tessa             |            |
| 2015      | Der Lehrer                                      |                          |            |
| 2015      | Kommissar Marthaler – Ein allzu schönes Mädchen | Gazetti                  | Telefilme  |
| 2015      | Die letzte Spur                                 | Ulya Buchner             |            |